# Château-Bernard
Château-Bernard is een gemeente in het Franse departement Isère (regio Auvergne-Rhône-Alpes) en telt 168 inwoners (1999). De plaats maakt deel uit van het arrondissement Grenoble.

## Geografie
De oppervlakte van Château-Bernard bedraagt 19,1 km², de bevolkingsdichtheid is 8,8 inwoners per km².
De onderstaande kaart toont de ligging van Château-Bernard met de belangrijkste infrastructuur en aangrenzende gemeenten.

## Demografie
Onderstaande figuur toont het verloop van het inwonertal (bron: INSEE-tellingen).